# Hannelore Klein
Hannelore Klein (* vor 1960) ist eine ehemalige deutsche Fußballspielerin.

## Karriere
Klein gehörte dem Bonner SC als Torhüterin an, mit dem sie, gemeinsam auch mit Beverly Ranger am 15. Juni 1975 im Sportpark des Bonner Stadtteils Pennenfeld im Stadtbezirk Bad Godesberg das zweite ausgetragene Finale um die Deutsche Meisterschaft – nach zweimaligen Rückstand – mit 4:2 gegen den FC Bayern München gewann.

## Erfolge
- Deutscher Meister 1975